# Rubus portae-moravicae
Rubus portae-moravicae — вид квіткових рослин з родини трояндових (Rosaceae). Ареал: південна Польща, східна Чехія.